# Karel Vrolijk
Karel Vrolijk (7 marzo 1946) è un ex cestista olandese.

## Carriera
Con i Paesi Bassi ha disputato i Campionati europei del 1967.